# Champions Trophy vrouwen 1993
De Champions Trophy voor vrouwen werd in 1993 gehouden in het Nederlandse Amstelveen. Het toernooi werd gehouden van 22 tot en met 29 augustus in het Wagener-stadion. De Australische vrouwen wonnen deze vierde editie. Deelnemende landen waren verder, naast ook het gastland, Duitsland, Groot-Brittannië, Spanje en Zuid-Korea.
Voor het eerst werd het toernooi afgesloten met een finale.

## Uitslagen

### Eerste ronde
De nummers 1 en 2 spelen de finale, de nummers 3 en 4 om het brons en de nummers 5 en 6 om de 5e en 6e plaats.
| Team             | GS | W | G | V | DV | DT | DS  | Ptn |
| ---------------- | -- | - | - | - | -- | -- | --- | --- |
| Australië        | 5  | 5 | 0 | 0 | 17 | 2  | +15 | 10  |
| Nederland        | 5  | 3 | 1 | 1 | 8  | 2  | +6  | 7   |
| Zuid-Korea       | 5  | 2 | 2 | 1 | 11 | 6  | +5  | 6   |
| Duitsland        | 5  | 1 | 2 | 2 | 6  | 5  | +1  | 4   |
| Groot-Brittannië | 5  | 1 | 1 | 3 | 5  | 10 | –5  | 3   |
| Spanje           | 5  | 0 | 0 | 5 | 1  | 23 | –22 | 0   |

| 22 augustus 1993 12:00 |       |                  |                                                     |
| Australië              | 2 – 0 | Groot-Brittannië | Scheidsrechters: Lee Mi-Ok (KOR) Laura Crespo (ARG) |
|                        |       |                  | Scheidsrechters: Lee Mi-Ok (KOR) Laura Crespo (ARG) |

| 22 augustus 1993 14:00 |       |        |                                                          |
| Nederland              | 3 – 0 | Spanje | Scheidsrechters: Peri Buckley (AUS) Gina Spitaleri (ITA) |
|                        |       |        | Scheidsrechters: Peri Buckley (AUS) Gina Spitaleri (ITA) |

| 22 augustus 1993 16:00 |       |           |                                                       |
| Zuid-Korea             | 1 – 1 | Duitsland | Scheidsrechters: Edna Rutten (NED) Angela Lario (ESP) |
|                        |       |           | Scheidsrechters: Edna Rutten (NED) Angela Lario (ESP) |

| 23 augustus 1993 15:00 |       |                  |                                                       |
| Zuid-Korea             | 3 – 1 | Groot-Brittannië | Scheidsrechters: Peri Buckley (AUS) Edna Rutten (NED) |
|                        |       |                  | Scheidsrechters: Peri Buckley (AUS) Edna Rutten (NED) |

| 23 augustus 1993 17:00 |       |           |                                                          |
| Spanje                 | 1 – 8 | Australië | Scheidsrechters: Lee Mi-Ok (KOR) Miriam van Gemert (NED) |
|                        |       |           | Scheidsrechters: Lee Mi-Ok (KOR) Miriam van Gemert (NED) |

| 23 augustus 1993 19:00 |       |           |                                                       |
| Duitsland              | 0 – 1 | Nederland | Scheidsrechters: Gill Clarke (GBR) Laura Crespo (ARG) |
|                        |       |           | Scheidsrechters: Gill Clarke (GBR) Laura Crespo (ARG) |

| 25 augustus 1993 15:00 |       |        |                                                     |
| Groot-Brittannië       | 2 – 0 | Spanje | Scheidsrechters: Hu Yufang (CHN) Peri Buckley (AUS) |
|                        |       |        | Scheidsrechters: Hu Yufang (CHN) Peri Buckley (AUS) |

| 25 augustus 1993 17:00 |       |           |                                                            |
| Australië              | 1 – 0 | Duitsland | Scheidsrechters: Gill Clarke (GBR) Miriam van Gemert (NED) |
|                        |       |           | Scheidsrechters: Gill Clarke (GBR) Miriam van Gemert (NED) |

| 25 augustus 1993 19:00 |       |            |                                                          |
| Nederland              | 0 – 0 | Zuid-Korea | Scheidsrechters: Angela Lario (ESP) Gina Spitaleri (ITA) |
|                        |       |            | Scheidsrechters: Angela Lario (ESP) Gina Spitaleri (ITA) |

| 26 augustus 1993 15:00 |       |           |                                                       |
| Spanje                 | 0 – 3 | Duitsland | Scheidsrechters: Laura Crespo (ARG) Edna Rutten (NED) |
|                        |       |           | Scheidsrechters: Laura Crespo (ARG) Edna Rutten (NED) |

| 26 augustus 1993 17:00 |       |            |                                                             |
| Australië              | 4 – 0 | Zuid-Korea | Scheidsrechters: Angela Lario (ESP) Miriam van Gemert (NED) |
|                        |       |            | Scheidsrechters: Angela Lario (ESP) Miriam van Gemert (NED) |

| 26 augustus 1993 19:00 |       |           |                                                     |
| Groot-Brittannië       | 0 – 3 | Nederland | Scheidsrechters: Peri Buckley (AUS) Lee Mi-Ok (KOR) |
|                        |       |           | Scheidsrechters: Peri Buckley (AUS) Lee Mi-Ok (KOR) |

| 28 augustus 1993 10:00 |       |            |  |
| Spanje                 | 0 – 7 | Zuid-Korea |  |
|                        |       |            |  |

| 28 augustus 1993 12:00 |       |                  |  |
| Duitsland              | 2 – 2 | Groot-Brittannië |  |
|                        |       |                  |  |

| 28 augustus 1993 14:00 |       |           |  |
| Nederland              | 1 – 2 | Australië |  |
|                        |       |           |  |

### Plaatsingswedstrijden
Om de 5e/6e plaats
| 29 augustus 1993 10:00 |       |        |                                                        |
| Groot-Brittannië       | 0 – 1 | Spanje | Scheidsrechters: Peri Buckley (AUS) Laura Crespo (ARG) |
|                        |       |        | Scheidsrechters: Peri Buckley (AUS) Laura Crespo (ARG) |

Om de 3e/4e plaats
| 29 augustus 1993 12:00 |       |           |                                                            |
| Zuid-Korea             | 0 – 2 | Duitsland | Scheidsrechters: Gill Clarke (GBR) Miriam van Gemert (NED) |
|                        |       |           | Scheidsrechters: Gill Clarke (GBR) Miriam van Gemert (NED) |

Finale
| 29 augustus 1993 14:00 |              |           |                                                       |
| Australië              | 1 – 1 4-2 ns | Nederland | Scheidsrechters: Lee Mi-Ok (KOR) Gina Spitaleri (ITA) |
|                        |              |           | Scheidsrechters: Lee Mi-Ok (KOR) Gina Spitaleri (ITA) |

## Selecties
Australië
1. Justine Sowry (gk)
2. Tammy Ghisalberti
3. Liane Tooth
4. Alyson Annan
5. Juliet Haslam
6. Jenny Morris
7. Alison Peek

1. Lisa Powell
2. Karen Marsden (gk)
3. Kate Starre
4. Sally Carbon
5. Jackie Pereira
6. Nova Peris
7. Rechelle Hawkes

1. Sharon Buchanan
2. Michelle Andrews

- Bondscoach

Ric Charlesworth
 Duitsland
1. Bianca Weiss (gk)
2. Birgit Beyer (gk)
3. Ilhelm Merabet
4. Susanne Müller
5. Nadine Ernsting-Krienke
6. Simone Thomaschinski
7. Irina Kuhnt

1. Melanie Cremer
2. Franziska Hentschel
3. Inga Möller
4. Eva Hagenbäumer
5. Britta Becker
6. Julia Backhaus
7. Philippa Suxdorf

1. Heike Lätzsch
2. Katrin Kauschke

- Bondscoach

Rüdiger Hanel
 Groot-Brittannië
1. Tracey Robb (gk)
2. Hilary Rose (gk)
3. Mandy Davies
4. Jane Smith
5. Lucy Youngs
6. Jill Atkins
7. Linda Watkin

1. Samantha Wright
2. Sally Gibson
3. Alison Swindlehurst
4. Christine Cook
5. Pauline Robertson
6. Gill Messenger
7. Susan Fraser

1. Kathryn Johnson
2. Susan MacDonald

- Bondscoach

Sue Slocombe
 Nederland
1. Carina Bleeker (gk)
2. Daphne Touw (gk)
3. Machteld Derks
4. Willemijn Duyster
5. Ingeborg Evenblij
6. Jeannette Lewin
7. Hanneke Smabers

1. Harriët Dijsselhof
2. Liesbeth van Gent
3. Mieketine Wouters
4. Ingrid Appels
5. Wendy Fortuin
6. Noor Holsboer
7. Cécile Vinke

1. Frederiek Grijpma
2. Suzan van der Wielen

- Bondscoach

Bert Wentink
 Spanje
1. Elena Carrión (gk)
2. Erdoitza Goichoechea
3. Virginia Ramírez
4. María Carmen Barea
5. Ivet Imbers
6. Elixabete Yarza
7. María Ángeles Rodríguez

1. Sonia Barrio
2. María Cruz González
3. Rosario Teva
4. Carmen Martín
5. Felisa Melero
6. Begoña Larzabal
7. Fatima Lasso

1. Sonia de Ignacio
2. María Isabel Martínez (gk)

- Bondscoach

José Brasa
 Zuid-Korea
1. You Jae-Sook (gk)
2. Lee Soon-Mi
3. Chang Eun-Jung
4. Ro Min-Ha
5. Lee Seon-Young
6. Kim Myung-Ok
7. Lee Eun-Young

1. Lee Ji-Young
2. Lee Eun-Kyung
3. Jang Dong-Sook
4. Ro Young-Mi
5. Kwon Soon-Hyun
6. Shin Yoo-Ri
7. Lee Kui-Joo

1. Kwon Chang-Sook
2. Jin Deok-San (gk)

- Bondscoach

Kim Chang-Back

## Scheidsrechters
- Lee Mi-Ok
- Laura Crespo
- Peri Buckley

- Gina Spitaleri
- Edna Rutten
- Angela Lario

- Miriam van Gemert
- Hu Yufang
- Gill Clarke

## Topscorers
- In onderstaand overzicht zijn alleen de speelsters opgenomen met vier of meer treffers achter hun naam.

| № | Naam                | Land       | Goals |
| - | ------------------- | ---------- | ----- |
| 1 | Lisa Powell         | Australië  | 4     |
| 1 | Franziska Hentschel | Duitsland  | 4     |
| 1 | Yang Dong-Sook      | Zuid-Korea | 4     |

## Eindrangschikking
| rang   | land             |
| ------ | ---------------- |
| Goud   | Australië        |
| Zilver | Nederland        |
| Brons  | Duitsland        |
| 4      | Zuid-Korea       |
| 5      | Spanje           |
| 6      | Groot-Brittannië |

Mannen:
Lahore 1978 ·
Karachi 1980 ·
Karachi 1981 ·
Amstelveen 1982 ·
Karachi 1983 ·
Karachi 1984 ·
Perth 1985 ·
Karachi 1986 ·
Amstelveen 1987 ·
Lahore 1988 ·
Berlijn 1989 ·
Melbourne 1990 ·
Berlijn 1991 ·
Karachi 1992 ·
Kuala Lumpur 1993 ·
Lahore 1994 ·
Berlijn 1995 ·
Chennai 1996 ·
Adelaide 1997 ·
Lahore 1998 ·
Brisbane 1999 ·
Amstelveen 2000 ·
Rotterdam 2001 ·
Keulen 2002 ·
Amstelveen 2003 ·
Lahore 2004 ·
Chennai 2005 ·
Barcelona 2006 ·
Kuala Lumpur 2007 ·
Rotterdam 2008 ·
Melbourne 2009 ·
Mönchengladbach 2010 ·
Auckland 2011 ·
Melbourne 2012 ·
Bhubaneswar 2014 ·
Londen 2016 ·
Breda 2018
Vrouwen:
Amstelveen 1987 ·
Frankfurt 1989 ·
Berlijn 1991 ·
Amstelveen 1993 ·
Mar del Plata 1995 ·
Berlijn 1997 ·
Brisbane 1999 ·
Amstelveen 2000 ·
Amstelveen 2001 ·
Macau 2002 ·
Sydney 2003 ·
Rosario 2004 ·
Canberra 2005 ·
Amstelveen 2006 ·
Quilmes 2007 ·
Mönchengladbach 2008 ·
Melbourne 2009 ·
Nottingham 2010 ·
Amstelveen 2011 ·
Rosario 2012 ·
Mendoza 2014 ·
Londen 2016 ·
Changzhou 2018